# Mogens Køie
Mogens Engell Køie (4. februar 1911 i København – 21. maj 2000) var en dansk botaniker og økolog, professor i økologisk botanik ved Københavns Universitet (den første i emnet).
Han blev født i København, men voksede op og gik i gymnasiet i Rønne på Bornholm. Han studerede ved Københavns Universitet og tog magistergrad i botanik i 1936. Fra 1938 ansat ved Botanisk Laboratorium, fra 1944 som amanuensis. Han forsvarede i 1951 sin doktordisputats og blev i 1956 lektor. Tidligt i karrieren deltog han i expeditioner i den klassiske stil, blandt andre Henning Haslund-Christensens 3. Centralasiatiske Ekspedition til Afghanistan i 1948-1949. Senere var har optaget af planternes relation til miljøet, især spormetaller i jordbunden, fx lithium.
Mogens Køie var medstifter af Nordiska Föreningen Oikos og medlem af redaktionskomiteen for foreningens videnskabelige tidsskrift Oikos fra starten i 1949. Han var formand for Dansk Botanisk Forening 1966-1970 og havde også sæde i den danske Unesco-nationalkommité.
Han var søn af billedkunstneren Ernst Køie, bror til billedkunstneren og visesangeren Henning Køie, gift med botanikeren og forfatteren Åse Køie (sidenhen skilt) og far til parasitologen Marianne Køie.
Standard auktorbetegnelse for arter beskrevet af Mogens Køie: Køie eller Köie.

## Udvalgte videnskabelige arbejder
- Køie, Mogens (1938) The soil vegetation of the Danish conifer plantations of its ecology. Kongelige Danske Videnskabernes Selskabs Skrifter – Naturvidenskabelig og Mathematisk Afdeling, 9.Rk., bd. VII (2): 1-86.
- Køie, Mogens (1943) Tøj fra yngre Bronzealder fremstillet af Nælde (Utrica dioeca L.). Aarbøger for nordisk Oldkyndighed og Historie, 1943.
- Gram, K., Jørgensen, C.A. & Køie, M. (1944) De jydske Egekrat og deres Flora. Biologiske Skrifter, Det Kongelige Danske Videnskabernes Selskab, bd. 3 (3). 210 s.
- Köie, M. (1951) Relations of vegetation, soil and subsoil in Denmark. Dansk Botanisk Arkiv bd. 15 (5)
- Køie, Mogens & Rechinger, Karl Heinz (1954) Symbolae Afghanicae: enumeration and descriptions of the plants collected by L. Edelberg and M. Køie on "The 3rd Danish Expedition to Central Asia" and by W. Koelz, H.F. Neubauer, O.H. Volk, and others in Afghanistan. Biologiske Skrifter, Det Kongelige Danske Videnskabernes Selskab, bd. 8(1).
- Hammer, Marie, M. Køie og Spärck, R. (1955) Undersøgelser over ernæringen hos agerhøns, fasaner og urfugle i Danmark. Danske Vildtundersøgelser 4. Aarhus, 22 s.